# Leptaulax dentatus
Leptaulax dentatus es una especie de coleóptero de la familia Passalidae.

## Distribución geográfica
Habita en Nueva Guinea, Indonesia, Australia, Taiwán y Borneo.